# George Montagu
George Montagu (Lacock, 1753 – Kingsbridge, 20 giugno 1815) è stato un naturalista, ornitologo e militare britannico.
È conosciuto per il suo Ornithological Dictionary (1802) ed ha contribuito significativamente alla conoscenza degli uccelli britannici. Ha dimostrato che molte specie fino ad allora accettate non erano valide, o perché erano la stessa specie di uccelli col piumaggio estivo o invernale o perché erano maschio e femmina della stessa specie. I suoi studi sull'albanella minore (Circus pygargus) portarono alla scoperta che questo uccello nidificava nell'Inghilterra meridionale ed ha avuto un ruolo nelle prime registrazioni della presenza in Inghilterra dello zigolo nero (Emberiza cirlus), dell'airone guardabuoi (Bubulcus ibis), del gabbianello (Hydrocoloeus minutus) e della sterna zampenere (Gelochelidon nilotica).

## Biografia
Montagu nacque a circa cinque km a sud di Chippenham nel nord-ovest della contea del Wiltshire. Nel 1770 entrò nell'esercito come sottotenente del 15º Reggimento fanteria. Raggiunse il grado di tenente colonnello nella Wiltshire Militia. Nel 1773 sposò Ann Courtenay, nipote di John Stuart, terzo conte di Bute. Dopo le nozze i due si stabilirono ad Alderton House, nel Wiltshire. Nel 1798 lasciò la moglie e si trasferì a Knowle House, vicino Kingsbridge nel Devon. È qui che ha scritto il suo Ornithogical Dictionary; or Alphabetical Synopsis of British Birds in due volumi.
Montagu si è anche interessato della storia naturale marina e d'acqua dolce e nel 1803 pubblicò Testacea Britannica, a History of British Marine, Land and Freshwater Shells. Questo testo descrive 470 specie di molluschi, 100 delle quali descritte per la prima volta nel Regno Unito. Fornì alcune nuove specie di crostacei a William Elford Leach per il British Museum ed ha registrato per la prima volta la presenza di alcune specie di pesci nelle acque inglesi. Ha descritto per la prima volta il Rhinolophus hipposideros.
Morì di tetano dopo aver pestato un chiodo a Knowle House ed è stato seppellito a Kingsbridge Parish Church. La collezione di uccelli di Montagu è stata acquistata dal British Museum e circa 200 di questi uccelli sono ospitati adesso al Tring Museum. I suoi manoscritti del Dictionary e del Testacea sono stati lasciati in eredità alla Linnean Society of London.